# Römisch-Germanisches Museum der Stadt Köln

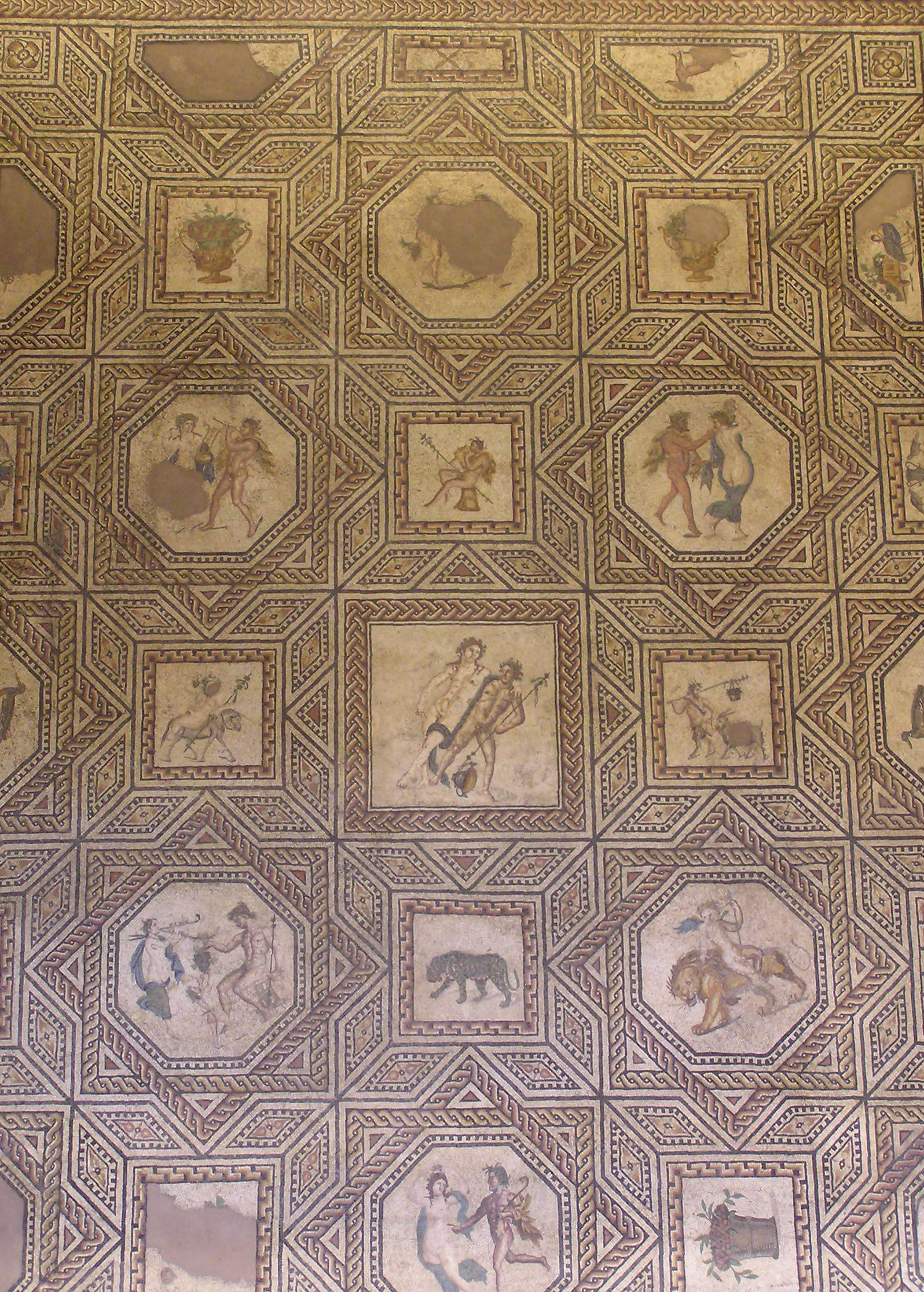
Del av Dionysosmosaiken från 220–230

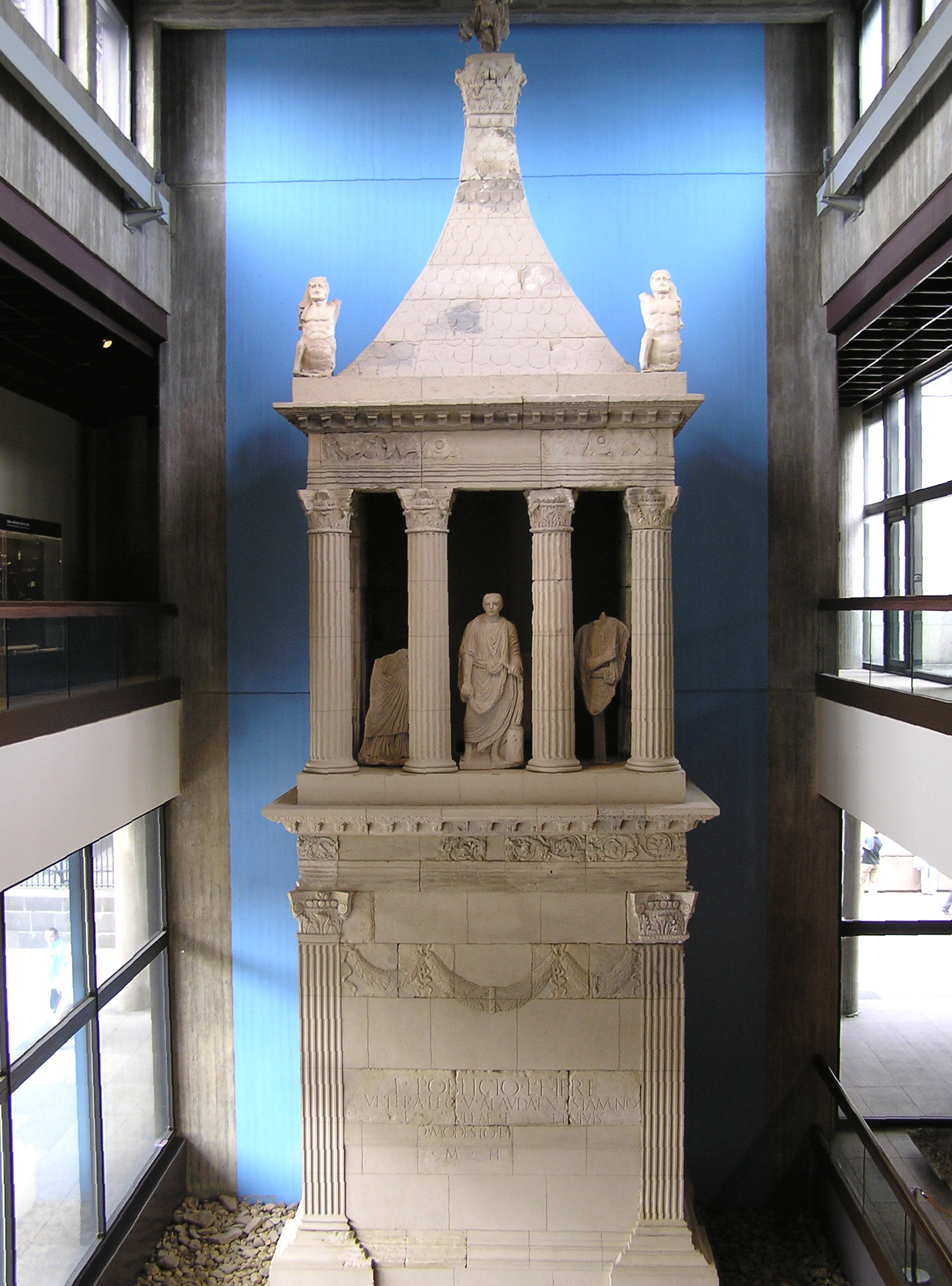
Poblicius gravmonument

Römisch-Germanisches Museum der Stadt Köln är ett arkeologiskt museum i Köln i Tyskland. Det har en stor samling gamla romerska artefakter från den romerska bosättningen Colonia Claudia Ara Agrippinensium, ovanpå vilken det moderna Köln byggts. Museet ligger på den ursprungliga platsen för en romersk stadsvilla, från vilken en stor mosaik med Dionysosmotiv är bevarad på originalplats i bottenplanet. Museet är således samtidigt en arkeologisk utgrävningsplats.
Den större delen av museets samlingar fanns i Wallraf-Richartzmuseet i Köln fram till 1946.
Römisch-Germanisches Museum invigdes i nuvarande byggnad 1974 och ligger nära Kölnerdomen på platsen för en tidigare romerskt villa från 200-talet efter Kristus. Villan upptäcktes 1941 vid byggandet av ett skyddsrum. På golvet i villans stora rum finns Dionysosmosaiken. Eftersom denna inte enkelt kunde flyttas från platsen, byggdes i stället ett museum runt mosaiken. Museet ritades av Klaus Renner och Heinz Röcke. Museets inre gårdar avspeglar dispositionen av den tidigare villan.
Förutom Dionysosmosaiken, som är daterad till omkring 220–230 före Kristus, finns legionären Poblicius rekonstruerade gravmonument från omkring 40 före Kristus. Det finns också en stor samling av romerskt glas såväl som en uppsättning smycken från romersk tid och från medeltiden. Museet har många artefakter från vardagligt liv i det romerska Köln, inklusive porträtt, till exempel av den romerske kejsaren Augustus och hans maka.